# テトラグラマトン

上から、フェニキア文字（紀元前12世紀-前150年）、古ヘブライ文字 （前10世紀-紀元135年）、方形ヘブライ文字（前3世紀-現在）で記されたテトラグラマトン

テトラグラマトン （古代ギリシア語:τετραγράμματον、「4つの文字 」の意）または聖四文字とは、ヘブライ語で神を指す4文字יהוה（YHWH又はJHVHと4つの子音で翻字される）で、これはユダヤ教およびキリスト教における唯一神の御名である。
右から左に読み書きされるヘブライ文字の4つはそれぞれ、י/ユッド、 ה/ヘー、ו/ヴァヴ、ה/ヘー、である。西暦70年にエルサレムが陥落したのち、大祭司の間で伝承されていた聖四文字の発音が分からなくなった。そのため、この名前の構造や語源に関するコンセンサスは存在しないが、現在は「ヤーウェ(Yahweh)又はヤハウェ」という形が（根拠は薄いものの）ほぼ普遍的に受け入れられている。この名は「いる」「存在する」「ならしめる」「実現する」という意味の動詞から派生した可能性がある。
ユダヤ教聖典の成文律法トーラーと、残る預言者の書ネビーイームと諸書ケスービーム（ヘブライ語聖書はこの3つに区分され、それぞれの頭文字を採ってタナハと呼ばれる）にこのヘブライ文字の名が使われている。敬虔なユダヤ人やタルムードの伝統ユダヤ教に従う人達はיהוהを発音しない（学会提起された「ヤーウェ」「エホバ」等の翻音形式でも朗読しない）。その代わり、彼らは唯一神に呼びかけたり言及する際にそれを別の語に置き換える。ヘブライ語における一般的な代用は、祈りの中だと「アドーナーイ(Adonai/我が主）
」または「エローヒム(Elohim/神）」で、日常会話だと「ハシェーム(HaShem/御名）」が使われる。

## 4つの文字
正しくは右から左へと（聖書ヘブライ語で）読み書きされる4つの文字は次のとおり。
| ヘブライ文字 | 文字名 | 発音                                         |
| ------------ | ------ | -------------------------------------------- |
| י            | ユッド | [j]                                          |
| ה            | ヘー   | [h]                                          |
| ו            | ヴァヴ | [w], または "O"/"U"母音の代用 (準母音を参照) |
| ה            | ヘー   | [h] （または語尾の黙字であることも多い）     |

上記4つを右から左に連ねたיהוהや、これを翻字したYHWHないしJHVH（この2つは欧米言語に合わせて文字順を「左から右に」並び換えてある）の子音4文字をテトラグラマトンという。なお、テトラグラマトンを短縮した3字や2字の表記も見つかっており、同様に数の接頭辞を使って3字のものを「トリグラマトン」、2字を「ディグラマトン」と呼ぶ場合がある（後述）。

## 起源

### 語源
テトラグラマトンは、イスラエル民族間で使われていたという以外に確証がなく、もっともらしい語源があるとは考えられていない。
歴史的に学者達は、その名前が出エジプト記3:14でモーセに明かされた神の御名にあたる定型句「 אֶהְיֶה אֲשֶׁר אֶהְיֶה /エヘイェ・アシェル・エヘイェ」と関連があると考えてきた。これによるとYHWHは「いる、なる、実現する」のヘブライ語3子音からなる語根היהから派生した異形(h-ｗ-h)に、三人称男性形の接頭辞"y-"が付されたものだという。したがって聖四文字は「存在たらしむる彼の者(he who causes to exist)」や「居りし彼の者(he who is)」などと訳されうるフレーズだとされる。
ただし、現代の学術界では אֶהְיֶה אֲשֶׁר אֶהְיֶה が民間語源（由来に言語学的根拠なし）で、テトラグラマトン本来の意味が忘れられてしまった時代に生み出された神学用語だと考えられている。

## 発声

### YHWHとヘブライ文字
ヘブライ文字יהוהも全部そうだが、YHWHの文字は初めから子音だけの表記だった。ニクダーの打たれていない聖書ヘブライ語には母音の大半が記されていないが、特定の文字が母音を示す副次機能を有するため、一部は曖昧に示されている（母音を示すために使うヘブライ文字は準母音として知られる）。したがって、ある単語がどう発音されるかをその綴りから推測するのは困難であり、テトラグラマトンにある4文字それぞれが準母音として個別に機能しうる。
数世紀後、ヘブライ語聖書（タナハ）元来の子音文字には読みを補佐する母音記号がマソラ学者によって付された。朗読される単語（ケレ）が、記載文章（ケティブ）の子音で示されるものと異なる箇所では、読みかたを示す注釈として彼らは余白にケレを記した。そうした場合、ケレの母音記号がケティブの上に記された。幾つかの頻出する単語に関してはこの傍注が省略された（詳細は英語版en:Qere and Ketivを参照）。
この頻出語の1つがテトラグラマトンであり、後年のユダヤ教ラビの慣習によればそれを発音してはならず「アドーナーイ(אֲדֹנָי/我が主）」と読むか、前後の単語にアドーナーイが既にある場合は「エローヒーム(אֱלֹהִים/神)」と読むべきとされていた。聖四文字יהוהにこれら2単語の母音の発音区別符号を入れて書くと、それぞれיְהֹוָהおよびיֱהֹוִהが生成され、それぞれ"Yehovah"および"Yehovih"と綴られる幽霊語ができる。
10世紀または11世紀のアレッポ写本やレニングラード写本といった、ティベリア語発声によるマソラ本文の最も古い完全（又はほぼ完全）な写本では、大半がיְהוָה (yhwah)と書いており、最初のhにはニクダーが全く付いていない。これは発音符号がアドナイとエロヒムを区別するのに有用な役割を果たさず無意味になるためか、ケレがアラム語の「御名」ことשְׁמָא (šəmâ)であることを示す可能性がある。

### ヤーウェ
テトラグラマトンיהוהの元来の発音は「ヤーウェ(Yahweh)」だったというのが、学術的なコンセンサスである。2018年に「聖書研究の強いコンセンサスとして、YHWHという名の本来の発音は...ヤーウェ(Yahweh)だった」と発表されている。R・R・レノは、6-10世紀にユダヤ人学者がヘブライ語聖書タナハに母音の符号を入れた際、彼らが発音を（ケレとケティブで）指示したものが「アドーナーイ」だったことに同意している。また、後に非ユダヤ人がアドーナーイの母音をテトラグラマトンの子音と組み合わせて「エホバ(Jehovah)」という名前を生み出したという。現代の学会では、それが「ヤーウェ(Yahweh)」と発音されるべきだとのコンセンサスに達した。ポール・ジュオンと村岡崇光は「ケレがיְהֹוָה/主であり、ケティブは古代の証拠によると恐らくיַהְוֶהである」と主張し「注1:我々の翻訳では、伝統的なエホバ(Jehovah)の代わりに、学者達に広く受け入れられている形のヤーウェ(Yahweh)を使用した」と付記した。元来の発音を「ヤーウェ(Yahweh)」とする現代の強いコンセンサスがまだ完全な勢力ではなかった1869年でも既に、当時の著名学者が共同執筆したスミスの聖書事典 (Smith's Bible Dictionary) は「したがって何であれ、その単語の真の発音がエホバ(Jehovah)でないことに疑念の余地はない」と明言していた。マーク・P・アーノルドは、聖四文字の発音から引き出された確定的な結論「ヤーウェ(Yahweh)」は学術的コンセンサスが正しくなくても有効である、と述べている。トーマス・レーマーは、Yhwh元来の発音が「ヤホー(Yahô)」又は「ヤフー(Yahû)」だったとの持論を展開している。
テトラグラマトンへの伝統的な表記「主(Lord)」に代えて、プロテスタント改革期の新たな（母国語ないしラテン語への）翻訳聖書の幾つかで「エホバ(Jehovah)」を採用したことが、その正確さに関する論争を巻き起こした。1711年、エイドリアン・リーランドは17世紀著作の文章を含む書籍を出版し、そこではエホバ採用に対する攻撃と擁護が5：5に割れていた。エホバ採用反対派は、テトラグラマトンが「アドーナーイ」と発音されるべきで本来の発音が何であるかを一般に推測しえないが、幾人かは「ヤーヴェ(Jahve)」がその発音だとする見解だった事が述べられている。
リーランドの著作発表から約2世紀後、19世紀のヴィルヘルム・ゲゼニウスは自著『Thesaurus Philologicus』の中でテトラグラマトンの元来の発音を「יַהְוֹה/ヤーウォ(Yah[w]oh)」又は「יַהְוֶה/ヤーウェ(Yahweh)」だと論じた者達の主な根拠について伝え、対するיְהֹוָה/エホヴァ(Yehovah)」については、リーランドに同発音の支持者とされた17世紀の作家、ヨハン・ダーヴィト・ミヒャエリス(1717-1791)とヨハン・フリードリッヒ・フォン・マイヤー(1772-1849)の言説を引用した。後者マイヤーは「יְהֹוָהが正確かつ元来のニクダーだと非常に根気強く持論を展開した」直近の人物だと、ヨハン・ハインリッヒ・クルツが評している。エドワード・ロビンソンによるゲゼニウス著作の翻訳書は、ゲゼニウスの個人的見解を「この名前をサマリヤ人みたいに古代に発音された[יַהְוֶה/ヤーウェ(Yahweh)]だと考える人達の考えと、私自身の見解は一致する」と述べている。

## 聖書以外の文書

### テトラグラマトンを含む文書

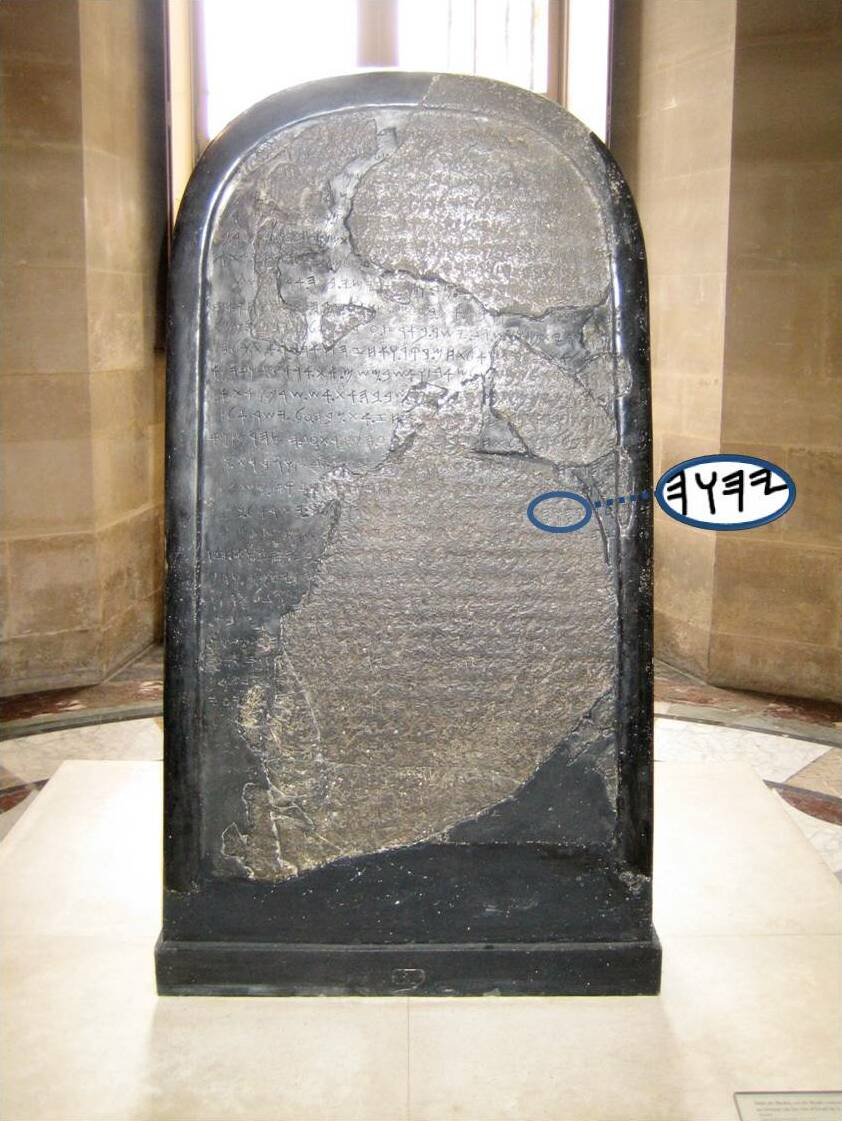
メシャ碑文には、イスラエルの神ヤハウェに対する最初期の言及（紀元前840年）が見られる

既知の最も古いテトラグラマトンの碑文は紀元前840年にさかのぼり、メシャ碑文がイスラエルの神ヤハウェに言及している。
同世紀の陶器破片2つがクンティレット・アジュルドで発見され、「サマリアのヤハウェと彼のアシェラ」「テマンのヤハウェと彼のアシェラ」について述べた碑文がある。キルベト・エル・コムの墓碑でもヤハウェが述べられている。やや後年（紀元前7世紀）に、シュロモ・ムサイエフの蒐集物から見つかったオストラコンと、ケテフ・ヒノムで発見された銀製の小さな護符2枚 (Ketef Hinnom scrolls) が、ヤハウェに言及している。また、ヤハウェについて言及した紀元前6世紀後半に遡る壁の碑文が、キルベト・ベイト・レイの墓で発見されている。

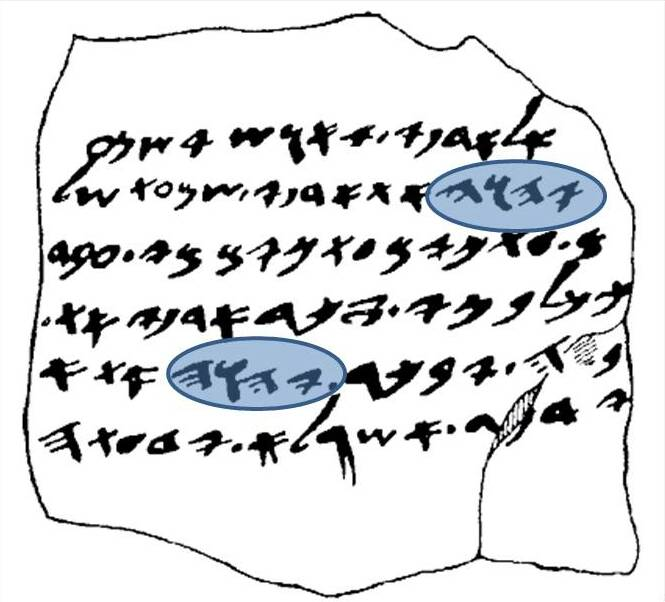
ラキシュのオストラコンに見られる聖四文字

ヤハウェは、ラキシュで出土した紀元前587年に遡るオストラコン (Lachish letters) 、それより僅かに古いテル・アラドのオストラコン、そしてゲリジム山出土の石（紀元前3-前2世紀初頭）でも言及されている。

#### 類似の神名がある文書
YHWやYHHという3文字の神名が、紀元前500年頃のエレファンティネ・パピルスで発見されている。1つのオストラコンにあるYHは、元来のYHWのうち最終文字が失われたものと考えられている。これらの文章はアラム語なのでヘブライ語のテトラグラマトンではないし、4文字ではなく3文字という点も異なる。ただし、いずれもユダヤ人によって書かれたため、同じ神格に言及したものか、テトラグラマトンの省略形（3文字のトリグラマトン）またはYHWHの名が発展したオリジナルの御名のどれかだと想定されている。
クリスティン・デ・トロイヤは、YHWやYHHそしてYHも、紀元前5世紀と前4世紀のエレファンティネ・パピルスおよびワディ・ダリエのパピルスで証明されているとして、「両方の蒐集物で、神の御名を[ヤホ又はヤフ(Yaho又はYahu)]そして[ヤ(Ya)]と読める」と述べている。「ヤーウェ(Yahweh)」の第１音節「ヤー(Yah/Jah)」がつく名前は、旧約聖書に50回、うち単独で26回（出エジプト記15:2と17:16、詩篇では24回）そして「ハレルヤ(Halleluyah)」という表現で24回登場する。
ファラオであるアメンホテプ3世(紀元前1402-1363)のエジプトヒエログリフ碑文は「Yhw³のシャシュ」と呼ばれる遊牧民 (Shasu) の一団について言及している。この碑文はヤーウェ崇拝がパレスチナの南東地域で始まったことを示している可能性があると暫定的に示唆する研究者もいる。西アマラのラムセス2世(1279-1213)時代以降の碑文は、シャス遊牧民をS-rr（セイル山と解釈される）と関連付け、一部の書物ではヤハウェの起源となった場所だと述べられている。フランク・ムーア・クロスは「アムル人の言語形式は、ヤハウェという名前で使われている原始ヘブライ語または南カナン人の言語形式を再構築しようとする場合にのみ興味深いことを強調する必要がある。私たちは、アムル語の[ユーウィ(yuhwi)]および[ヤフ(yahu)]を神の叙事詩として採用する試みに猛反対するべきである」と述べている。
デ・トロイヤによると、短い名前は発声を禁じられるどころか、個人名の要素だけでなく神への言及でも話されていたようで「それゆえサマリヤ人は神の御名を[ヤホ(Jaho)]又は[ヤ(Ja)]と発音したと思われる」と述べている。彼女はテオドレトス(393年頃 - 460年頃)を引用し、神の短い御名はサマリヤ人によって「イアベ(Iabe)」と発音され、ユダヤ人によって「イア(Ia)」と発音された。また聖書も短縮形「ヤー(Yah)」が定型句「ハレルヤ」のように発話されたことを示すものである、と彼女は付記している。
『ギリシア教父全集 (Patrologia Graeca) 』にあるテオドレトスの文章は、デ・トロイヤの言う内容と若干異なる。出エジプト記の質疑15章で、サマリヤ人はイアベ(Ἰαβέ)という御名を、ユダヤ人はアイア(Άϊά)という御名を発音したと述べている。『Haereticarum Fabularum Compendium』 5.3節で、彼はἸαβαίという綴りを使っている。

#### 魔法のパピルス
第二神殿時代（紀元前586-西暦70年）のユダヤ人の間では、魔法の護符が非常に普及した。ギリシャ語やコプト語などの言語でテトラグラマンの名やそれに触発された組合せの表現が、その発音の一部指示を与え、エジプトで発見されたユダヤ人の魔法のパピルス (Jewish magical papyri) における強力な仲介者の名前として登場する。イアヴェ(Iαβε /Iave)とヤバ(Iαβα /Yaba)が頻繁に登場しておりこれが「聖四文字YHWHの明白なサマリア人の発音」とされている。
最も普遍的に呼び出される神がイアオー(Ιαω /Iaō)で、聖四文字YHWHのもう一つの発声である。7文字によるイアオーオウエーエ(ιαωουηε /iaōouēe)という用例も1つ存在する。
ヤーウェー(Yāwē) は、エチオピアのキリスト教徒が呪術儀式で使うイエスの名前一覧表で見つかっており、これはイエス本人から弟子たちに教えられたものと言われている。

## ヘブライ語聖書

### マソラ本文
ユダヤ百科事典によると、ヘブライ語の聖典には5410回出てくる。ヘブライ語聖書にはテトラグラマトンが6828回現れ(p142)、同様にキッテル著『ビブリア・ヘブライカ』や『ビブリア・ヘブライカ・シュトゥットガルテンシア』にも見られる。加えて、傍注ないしマソラは他にも134箇所を示しており、そこは既存の文章だと Adonai/主という単語であるが、以前の文章にはテトラグラマトンがあったことを示している。これは最大142回追加で現れる。死海文書でもテトラグラマトンの使用に関して実践は多彩だった。ゲゼニウスの語彙目録『Brown-Driver-Briggs』によれば、マソラ本文にיְהֹוָה(ケレがאֲדֹנָי)は6,518回、יֱהֹוִה(ケレがאֱלֹהִים)は305回出てくる。
テトラグラマトンが最初に出てくるのは創世記2:4節である。テトラグラマトンが出てこない書は『伝道の書』『エステル記』『雅歌』だけである。
『エステル記』にテトラグラマトンは現れないが、連続した4単語の最初または最後の文字による折句に似たものが特徴である。
短縮形のディグラマトンであるיָהּ/Yahは、定型句「ハレルヤ/hallellu-Yah」まで含める場合は50回現れる。内訳としては、詩篇に43回、出エジプト記に2回、イザヤ書に4回である。
他の短縮形は、聖書における神秘的なヘブライ語名の構成要素として見いだされる。具体的にはjô-又はjehô-で始まる29の名前、それから-jāhû又は-jāhで終わる127の名前である。こうした形は、エリエナイ(Elj(eh)oenai)という名前にも現れる。
以下のグラフは、マソラ本文の書物におけるテトラグラマトン(総数6828)の絶対出現数を、巻の長さとは無関係に示している。

### レニングラード写本
אֲדֹנָי/Adonai又はאֱלֹהִים/Elohimの母音符号（一部ないし全部）を持つテトラグラマトンの表記6種が、1008-1010年のレニングラード写本で見つかっており、下の表に示す。この近似翻音は、マソラ学者達がその名前をその通りに発音する意図の指示ではない(en:Qere and Ketiv#Qere perpetuumを参照)。
| 章と節             | マソラ本文の表記 | 近似翻音の表記 | 出典   | 捕捉説明 |
| ------------------ | ---------------- | -------------- | ------ | --- |
| 創世記 2:4         | יְהוָה             | Yǝhwāh         | [ 65 ] | これはヘブライ聖書で最初に現れるテトラグラマトンであり、マソラ本文で使用される最も普遍的な一連の母音を示すもの。下の創世記3:14で使われている形と同じだが、最初のニクダー(ホラム)がやや冗長なため省略した。 |
| 創世記 3:14        | יְהֹוָה             | Yǝhōwāh        | [ 66 ] | これはマソラ本文で使われるのが稀な一連の母音で、本質的にアドナイの母音である（ハタフ・パタフはシュワーとして自然の状態に戻る）。                                                                           |
| 士師記 16:28       | יֱהֹוִה             | Yĕhōwih        | [ 67 ] | テトラグラマトンがアドナイで先に（母音を）付与されている場合、代わりにエロヒムからの母音を受け取ったもの。ハタフ・セゴールは、アドナイの母音との混同につながる可能性があるため、シュワーに戻らない。       |
| 創世記 15:2        | יֱהוִה             | Yĕhwih         | [ 68 ] | 上記と同様に、これはエロヒムの母音を使うが、2番目のと同様、最初のニクダー（ホラム）が冗長として省かれている。                                                                                              |
| 列王記 2:26        | יְהֹוִה             | Yǝhōwih        | [ 69 ] | ここでは、最初のh/ヘーの上にホラムが存在するが、ハタフ・セゴールはシュワーに戻る。 |
| エゼキエル書 24:24 | יְהוִה             | Yǝhwih         | [ 70 ] | ここでは、最初のh/ヘーの上にあるホラムが省略されており、ハタフ・セゴールはシュワーに戻る。 |

ĕがハタフ・セゴール。ǝがシュワーの平易な発音形式。

### 死海文書
死海文書やその他のヘブライ語・アラム語の文書では、テトラグラマトンおよびユダヤ教で「神」を指すそれ以外の名称（ElとかElohimなど）が古ヘブライ文字で書かれている場合があり、それらが特別に扱われたことを示している。神の御名の大部分は紀元前まで（祭司たちの間で）発音されていたが、西暦70年にエルサレムが陥落すると、祭司間で伝承されていた4文字の発音が分からなくなった。その後、御名を発音しない伝統が築かれるにつれて、 AdonaiやKuriosやTheosといったテトラグラマトンの代替表記が登場した。死海文書で発見されたレビ記(26:2-16)のギリシャ語断片4Q120には、ヘブライ語トリグラマトンיהו/YHWのギリシャ語形ιαω/イアオがある。6世紀の歴史家ヨハネス・リュドゥスは「カルデア人の秘儀中に彼の者（つまりユダヤ教の神）がイアオと呼ばれていたとローマのウァッロ(紀元前116-27)が語っている」と書いている。ヴァン・クーテンの著述では、イアオが「神を指すユダヤ教の特別な呼称」の1つ」で「エレファンティネ島のユダヤ人から入手したアラム語のパピルス文書ではそれが元々ユダヤ教用語だと示されている」という。
クムランで出土・保管されていた写本には、主に聖書の引用において一貫性のないテトラグラマトンを書く実践が見られる。一部の写本ではそれが古ヘブライ文字や方形文字で記されていたり、4つの点や横線（テトラクンプタ）に置き換えられている。
クムランの地域住民はテトラグラマトンの存在を認識していたが、その使用と発言に承諾を与えているのと同義ではなかった。これは、文章におけるテトラグラマトンの特別な扱いだけでなく、関連規則(VI、27)に記録されている勧告「誰が最も輝かしい名前を覚えるであろうか、何よりもそれは...[以下略]」によっても証明されている。
以下の表は、テトラグラマトンが古ヘブライ文字や方形文字で記されている全ての写本と、テトラプンクタが使用された全ての写本を示している。
写本作業者は、神の名をあからさまに発音することに対して警告するために「テトラプンクタ」を使用した。写本番号4Q248では棒の形である。
| 古ヘブライ文字                                           | 方形文字                                                         | テトラプンクタ                                          |
| -------------------------------------------------------- | ---------------------------------------------------------------- | ------------------------------------------------------- |
| 1Q11 (1QPsb) 2-5 3 ()                                    | 2Q13 (2QJer) ()                                                  | 1QS VIII 14 ()                                          |
| 1Q14 (1QpMic) 1-5 1, 2 ()                                | 4Q27 (4QNumb) ()                                                 | 1QIsaa XXXIII 7, XXXV 15 ()                             |
| 1QpHab VI 14; X 7, 14; XI 10 ()                          | 4Q37 (4QDeutj) ()                                                | 4Q53 (4QSamc) 13 III 7, 7 ()                            |
| 1Q15 (1QpZeph) 3, 4 ()                                   | 4Q78 (4QXIIc) ()                                                 | 4Q175 (4QTest) 1, 19                                    |
| 2Q3 (2QExodb) 2 2; 7 1; 8 3 ( )                          | 4Q96 (4QPso ()                                                   | 4Q176 (4QTanḥ) 1-2 i 6, 7, 9; 1-2 ii 3; 810 6, 8, 10 () |
| 3Q3 (3QLam) 1 2 ()                                       | 4Q158 (4QRPa) ()                                                 | 4Q196 (4QpapToba ar) 17 i 5; 18 15 ()                   |
| 4Q20 (4QExodj) 1-2 3 ()                                  | 4Q163 (4Qpap pIsac) I 19; II 6; 15?16 1; 21 9; III 3, 9; 25 7 () | 4Q248 (history of the kings of Greece) 5 ()             |
| 4Q26b (4QLevg) linia 8 ()                                | 4QpNah (4Q169) II 10 (link: )                                    | 4Q306 (4QMen of People Who Err) 3 5 ()                  |
| 4Q38a (4QDeutk2) 5 6 ()                                  | 4Q173 (4QpPsb) 4 2 ()                                            | 4Q382 (4QparaKings et al.) 9+11 5; 78 2                 |
| 4Q57 (4QIsac) ()                                         | 4Q177 (4QCatena A) ()                                            | 4Q391 (4Qpap Pseudo-Ezechiel) 36, 52, 55, 58, 65 ()     |
| 4Q161 (4QpIsaa) 8-10 13 ()                               | 4Q215a (4QTime of Righteousness) ()                              | 4Q462 (4QNarrative C) 7; 12 ()                          |
| 4Q165 (4QpIsae) 6 4 ()                                   | 4Q222 (4QJubg) ()                                                | 4Q524 (4QTb)) 6-13 4, 5 ()                              |
| 4Q171 (4QpPsa) II 4, 12, 24; III 14, 15; IV 7, 10, 19 () | 4Q225 (4QPsJuba) ()                                              | X?ev/SeEschat Hymn (XḤev/Se 6) 2 7                      |
| 11Q2 (11QLevb) 2 2, 6, 7 ()                              | 4Q365 (4QRPc) ()                                                 |                                                         |
| 11Q5 (11QPsa) ()                                         | 4Q377 (4QApocryphal Pentateuch B) 2 ii 3, 5 ()                   |                                                         |
|                                                          | 4Q382 (4Qpap paraKings) ()                                       |                                                         |
|                                                          | 11Q6 (11QPsb) ()                                                 |                                                         |
|                                                          | 11Q7 (11QPsc) ()                                                 |                                                         |
|                                                          | 11Q19 (11QTa)                                                    |                                                         |
|                                                          | 11Q20 (11QTb) ()                                                 |                                                         |
|                                                          | 11Q11 (11QapocrPs) ()                                            |                                                         |

## 七十人訳聖書

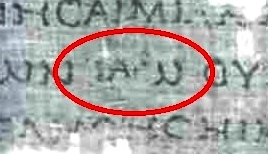
紀元前1世紀の七十人訳聖書写本4Q120に見られる、ΙΑΩという神名の翻字

ヘブライ語聖書（キリスト教にとっては旧約聖書）のギリシア語訳である七十人訳聖書は、一貫してΚύριος/主を使用している。これは、ヘブライ語を朗読する際にテトラグラマトンを「アドーナーイ/主」に置き換えるユダヤ人の慣習に倣ったものである。
しかし、現存する最も古い5つの断片的な写本は、テトラグラマトンを別の方法でギリシャ語に反映している。
このうち2つは紀元前1世紀のものである。パピルス･ファド266号(en)はギリシャ語文章の最中に通常ヘブライ文字でיהוהを使用し、4Q120では御名のギリシア翻字ΙΑΩを使用している。後年の写本3つ（ギリシア語の小預言書(en)および、 オクシリンコス・パピルスの3522号と5101号）は、古ヘブライ文字の御名יהוהにあたるフェニキア文字𐤉𐤄𐤅𐤄, を使用している。
それ以外で現存する古代の七十人訳や古代ギリシア語写本の断片には、ヘブライ語文章のテトラグラマトンと対応する聖四文字やΚύριοςやΙΑΩを使用したという証拠が出されていない。そこには既知の最も古い例 (Papyrus Rylands 458) も含まれる。
学者達は、最初の七十人訳においてテトラグラマトンがΚύριοςか、ΙΑΩか 、通常または古ヘブライ文字のテトラグラマトンのどれで転記されたのか、あるいは複数の訳者が自分の担当する文書で別々の形式を使ったのかで見解が分かれている。
フランク・ショウは、西暦2世紀ないし3世紀までテトラグラマトンが明瞭に発音され続けており、Ιαωの使用は決して魔術や神秘的な数式に限定されたものではなく、パピルス4Q120に例示されているように高尚な文脈で通例だったと主張している。ショウは、七十人訳における神名のただ一つの元来の形を結論付ける全ての理論を、先験的な前提に基づいているだけだと考察する。したがって、実際の書記的実践を説明するには「七十人訳における神名の（特にただ一つの）本来の形という問題はあまりにも複雑で、証拠はあまりにも散逸して不確定であり、そしてこの問題のために提供された様々なアプローチはあまりに単純である」(p158)と彼は断じている。七十人訳の初期段階には多様性の特徴が見られ(p262)、それらが現れる文脈に応じて特定の神名が選択されていた、と彼は主張している。彼は、いくつかの七十人訳聖書写本における空白と、4Q120やパピルス･ファド266b(p265)の神名の周辺にある余白設定との関連について取り上げ「ただ一つの「本来の」形は存在せず、異なる翻訳者が名前の取り扱いに関して異なる見解・神学的信念・動機・実践を持っていた」(p271)と繰り返している。彼の見解はアンソニー・R・マイヤー、ボブ・ベッキング 、D・T・ルニアに支持されている。
テトラグラマトンをΚύριος表記してある七十人訳の明確なユダヤ教写本は発見されていないものの、当時の他のユダヤ教著作には信徒達がΚύριοςの用語を神に使っていた記述が見られ、キリスト教徒が七十人訳聖書でそれを見つけたので彼らはキリストにそれを適用するようになった、とモーゲンス・ミュラーは述べている。実際、もともとギリシア語で書かれていた七十人訳聖書の第二正典は、神をΚύριοςとして語っているため「יהוה表記としてΚύριοςを使うのは、起源においてキリスト教以前でなければならない」ことを示している。
同様に、テトラグラマトンを表すΚύριοςの一貫した使用は「全てのキリスト教七十人訳写本を見分けられる特徴」と呼ばれているが、オイゲン・J・ペンティアックは「これまでのところ決定的な結論に達していない」と述べている。またショーン・マクドノウは、Κύριοςがキリスト教時代以前の七十人訳にでてこなかったという思考を信じがたいものだと非難している。

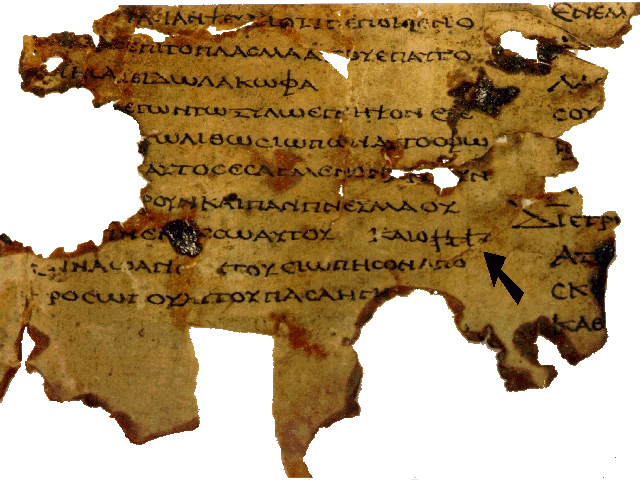
ナハル・ヘバー川から出土した古代ギリシア語小預言の一幅に書かれた、古ヘブライ文字のテトラグラマトン

ナハル・ヘバー川で発見されたギリシア語訳の小預言(en)、これは七十人訳聖書のカイゲ改訂版 (Kaige revision) で「紀元前2-前1世紀頃に存在していた聖書のヘブライ語文章により近い古代ギリシア語文章の改訂版」（それゆえ、必ずしも元の文章ではない）、についてクリスティン・デ・トロイヤは「改訂版に伴う問題は、元来の形式と改訂版の形式が何なのかを知らないことにある。したがって、古ヘブライ文字のテトラグラマトンが二次的な改訂の一部 なのか、 それとも古代ギリシア語文章の証拠なのか?この議論はまだ解決されていない」と記している。
最古の七十人訳聖書写本こと パピルス･ファド266号にあるテトラグラマトンの存在を、原文にあったものだと解釈する人もいれば、この写本を「訳語κύριοςより昔にあったヘブライ語での改訂版」だと見なす人もいる。このパピルスについて、デ・トロイヤは「それは改訂版なのか否か」と自問したうえで、この写本では2番目の筆記者が聖四文字を挿入し、そこに最初の筆記者がΚύριοςの単語に6文字の十分な余白を残したとエマニュエル・トヴが注釈を入れていること、またピータースマとハンハルトが言うにはパピルスが「既に(テトラグラマトンがあったであろう）ヘブライ語文章に対するいくつかのヘクサプラ以前の修正を含んでいる」ことを述べている。彼女はまた、ヘブライ語文章でテトラグラマトンがある場所にΘεόςがある七十人訳聖書写本と、παντοκράτωρがある写本にも言及している。彼女は「古ヘブライ語とギリシア語の証文で、神が沢山の名前を持っていると言うには十分です。全部でなくとも大部分が紀元前2世紀頃まで発音されていましたが、徐々に非発音の伝統が大きくなるにつれてテトラグラマトンの代替案が登場したのです。「アドナイ」の読みもその一つでした。最後に、κύριοςが Adonaiの標準表記になる前、神の御名はΘεόςで表記されていました」と結論付けている 。出エジプト記だけでも、Θεόςはテトラグラマトンを41回表している。
ロバート・J・ウィルキンソンは、ナハル・ヘバーの小預言もまたカイゲ改訂版であり、したがって厳密には七十人訳聖書の文章ではないと言う。
オリゲネスは（詩篇2.2の注釈で）最も正確な写本では御名が古ヘブライ文字で書かれており方形ヘブライ文字ではなかったと述べている。「より正確な模範では、(神の)御名はヘブライ文字で書かれている。ただし、現在の書記体ではなく最も古代のものである」。この正確な写本が何を指すのかには諸説あり、論争中である。ピータースマはこれを七十人訳聖書への言及だと解釈する一方で、ウィルキンソンはシノペのアキラ版（これはヘブライ語文章と非常に密接に従ったもの）の可能性があると推察している。

### 七十人訳聖書と後年のギリシア語写本での表記
西暦9世紀以前に遡る旧約聖書の現存するギリシア語写本の大半が、ヘブライ語文章のテトラグラマトンを表すのにギリシア語Κύριος（発音はクーリオス）を使用している。以下はそれに従っていない表記で、現存する最古の写本も含まれる。
1. 七十人訳聖書の写本または改訂版[82]

- 紀元前1世紀
  - 4Q120 - レビ記の断片で、1-5章。2つの節(3:12;4:27)で ヘブライ語のテトラグラマトンがギリシャ語ΙΑΩで表記されている。
  - パピルス・フアド 266号 - 申命記の断片で、10-33章[103]。テトラグラマトンがヘブライ語やアラム語の方形文字で現れる。
- 西暦1世紀
  - オクシリンコス・パピルス3522号 - ヨブ記42章の一部を含んでおり、古ヘブライ文字のテトラグラマトンがある。
  - ナハル・ヘバーで発見されたギリシア語訳の小預言 - 古ヘブライ文字のテトラグラマトンが次の箇所に見られる。

    - ヨナ書 3:3; 同 4:2; ミカ書 1:1, 3; 同 4:4, 5, 7; 同 5:4, 4; ハバクク書 2:14, 16, 20; 同 3:9; ゼファニヤ書 1:3, 14; 同 2:10; ゼカリヤ書 1:3, 3, 4; 同3:5, 6, 7; 同 8:20; 9:1, 1, 4.[104]
- 1-2世紀
  - オクシリンコス・パピルス5101号 - 詩篇の断片を含む。古ヘブライ文字の聖四文字がある[105][106][107]。
- 西暦3世紀
  - オクシリンコス・パピルス1007号 - 創世記2章と3章を含む。神名はיי/ユッド2つで記されている。
  - オクシリンコス・パピルス656号 - 創世記の断片、14章から27章。Κύριοςだが、最初の写本作成者はそこを空白のままにしてある
  - パピルスベルリン17213 - 創世記の断片、第19章。1箇所が空白のまま残されている。エマニュエル・トフは、それを段落の終わりを示すものと考えている[106]。

1. シュンマコスとシノペのアキラによって作られたギリシャ語訳の写本(西暦2世紀)

- 西暦3世紀
  - シュン訳P. ビンド，G 39777号 (Papyrus Vindobonensis Greek 39777) -古ヘブライ文字でのテトラグラマトンがある[108][109][110]
- 西暦5世紀
  - アキュ訳テイラー (AqTaylor) -アキラ版の写本、5世紀半ばから遅くとも6世紀初頭に遡る。
  - アキュ訳バーキット (AqBurkitt)  - 5世紀後半または6世紀初頭に遡るアキラ版のパリンプセスト。

1. ヘクサプラ要素がある写本

- 西暦6世紀
  - マルカリアヌス写本 - 預言者たちの七十人訳聖書(κς付き）の文章に加え、この写本にはそれぞれアキラ、シュンマコス、テオドティオンに由来すると識別されたヘクサプラの変種を示す「本来の筆記者よりさほど後年ではない」誰か1人の手による傍注が付いている。幾人かの預言者に関する傍注には、本文中のκςがテトラグラマトンに対応していることを示すπιπιが含まれる。エゼキエル書1:2と11:1の傍注2か所では、テトラグラマトンの表記にιαωの形を使っている[111]。
- 西暦7世紀
  -  (Taylor-Schechter 12.182) - ギリシャ文字でのΠΙΠΙという聖四文字を含むヘキサプラ写本。そこではヘブライ語文章がギリシャ語へと、アキラ、シュンマコス、七十人訳聖書に音訳されている。
- 西暦9世紀
  - アンブロシウスO 39 sup. (Ambrosiano O 39 sup.) - 神の御名を含む最も直近のギリシャ語写本はオリゲネスのヘキサプラで、とりわけ七十人訳聖書、アキラ、シュンマコス、テオドティオンの文章と、他3つの未確定なギリシャ語翻訳(Quinta, Sextus, Septima)を伝えている。この写本はだいぶ昔の原本から模写された9世紀後半の作で、アンブロジアーナ図書館に保管されている。

## 教父の著作

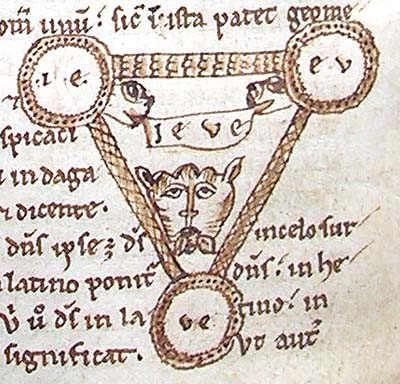
12世紀初頭ペトルス・アルフォンシのテトラグラマトン三位一体図は、御名をIEVE（現代綴りではIEUE）と表記している。

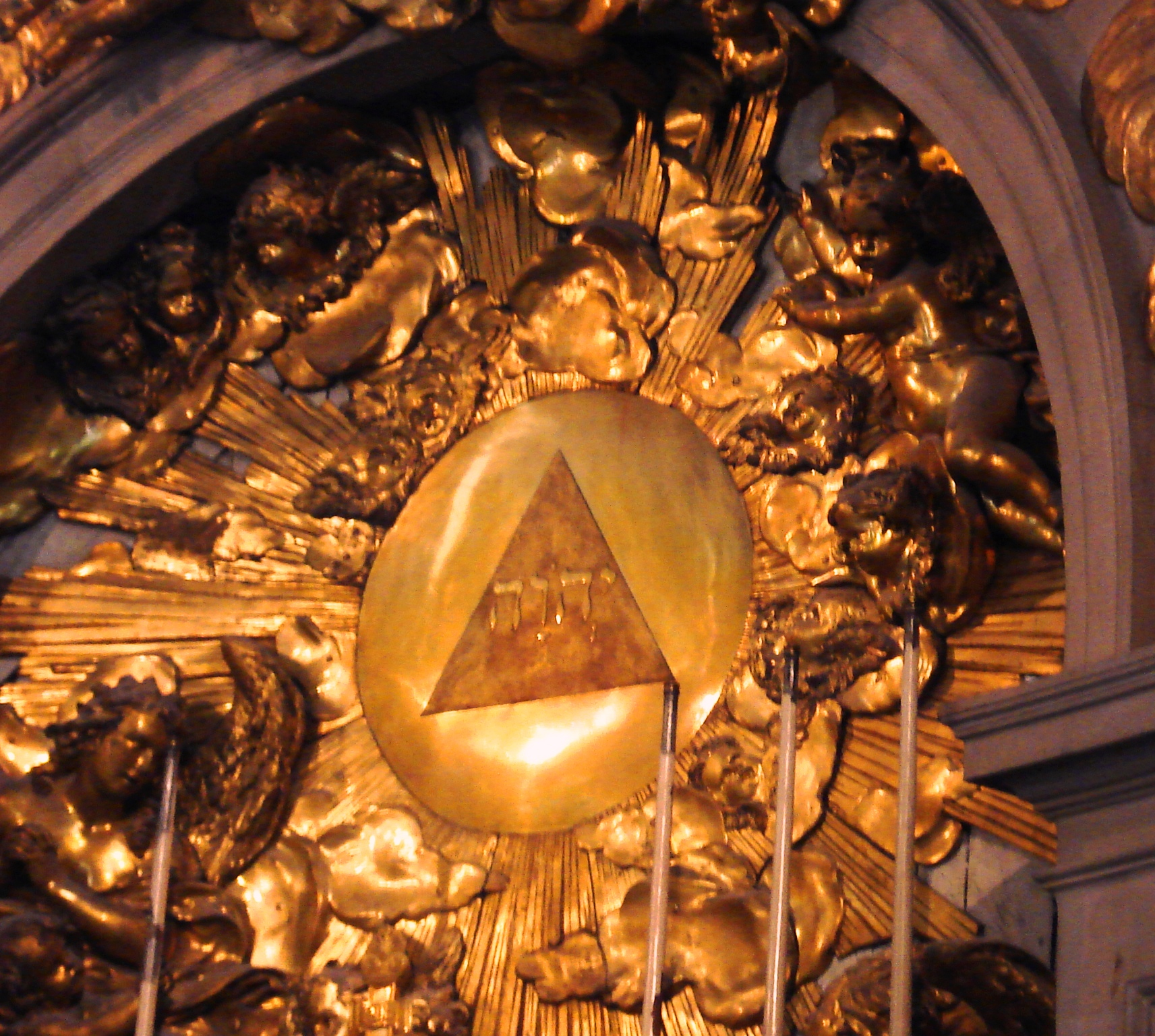
フランスのヴェルサイユ宮殿第5礼拝堂にあるテトラグラマトン

カトリック百科事典(1910)およびB.D.エルドマンスによれば次の通り。
- シケリアのディオドロス(前1世紀)はἸαῶ(イアオ)と記している[114]。
- エイレナイオス(西暦202年没)は、グノーシス派がサバオト  (Sabaoth) の最後の音節を持つ複合語Ἰαωθ (イアオト)を造ったと報告している[115]。彼はまたウァレンティニアヌス朝の異端者たちがἸαῶ(イアオ)を使うと報告している[116]。
- アレクサンドリアのクレメンス(202年頃没)は「聖所に出入りできる人達だけに伝えられた4文字の神秘的な名前はἸαοὺ(イアオウ)と呼ばれている」と報告している。写本の変種ではἰαοῦε(イアオウエ)やἰὰ οὐὲという形もある[117]。
- オリゲネス(254年頃没)はἸαώ(イアオ)[118]。
- テュロスのポルピュリオス（305年没)は、エウセビオス(339年没)[119]によるとἸευώ(イエウオ)
- エピファニウス(404年没)は、Ἰά(イア)とἸάβε(当時はヤーヴェ/ja'vε/と発音)を与え、Ἰάβεをかつても今も常に存在する彼の者を意味すると説明している[120]。
- ヒエロニムス(420年没)は、ヘブライ文字יהוה(右から左に読む)をギリシャ文字ΠΙΠΙ(左から右に読む)だと誤解してYHWHをpipiに変えたギリシア著述家について語っている[121]。
- テオドレトス(457年頃没)はἸαώ(イアオ)と記している[122]。彼はまた、サマリヤ人がἸαβέ又はἸαβαί(どちらも当時ヤーヴェ/ja'vε/と発音)と言い、ユダヤ人はἈϊά(アイア)と言うと報告している[123]。
- （偽の）ヒエロニムス（4世紀/5世紀または9世紀）[124]はIAHO。この著作は伝統的にヒエロニムスのものとされていたが、現在は一般的に9世紀の作とされており[125]、本物ではない[126][127]。

## ペシタ訳
恐らく2世紀のペシタ訳（シリア語翻訳の聖書）は、テトラグラマトンに「主」のシリア語ܡܳܪܝܳܐ（発音はモリョ)を使用している。

## ウルガタ
西暦4世紀にヘブライ語から作られたウルガタ（ラテン語翻訳の聖書）は、テトラグラマトンに「主」のラテン語Dominus（発音はドミヌス）を使っている。
ウルガタ訳は、七十人訳聖書からではなくヘブライ語文章から行われたが、七十人訳で使われた慣習から逸脱しなかった。したがって同史の大部分で、キリスト教聖書の翻訳はテトラグラマトンの表記に「主/Adonai」の同等語を使ってきた。16世紀初頭頃になってようやく、Adonaiの母音とテトラグラマトンの（子音）4文字を組み合わせたキリスト教の聖書翻訳が現れた。

## 宗教的伝統における用法

### ユダヤ教

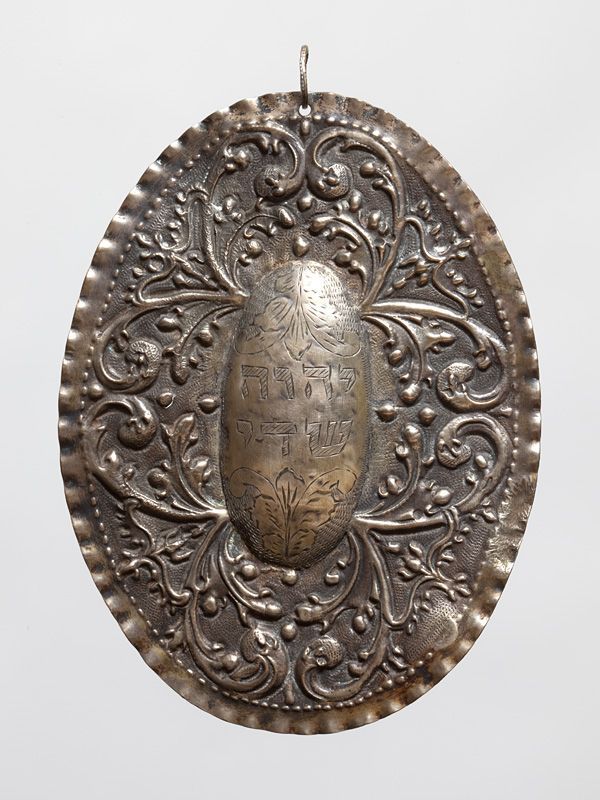
テトラグラマトン とシャダイの刻印がある 19世紀後半の銀製ペンダント。スイスのユダヤ博物館所蔵

特にメシャ碑文の存在や、出エジプト記3:15に見られるヤハウィストの伝統、古代ヘブライ語とギリシャ語文章から、テトラグラマトンおよび神の異名が古代イスラエル民族やその周辺民族によって発話されていた、というのが聖書学者に広く支持されている見解である:40。
少なくとも紀元前3世紀までに、御名は通常会話で発音されなくなり、特定儀式の文脈でのみ発音されていた。タルムードは、この変化が正義のシメオンの死後に起こったことを伝えている。アレクサンドリアのフィロンは御名を口に出すべきでないものと呼び、耳と舌が知恵により清められている者だけが聖なる場所で（つまり、祭司が神殿で）それを聞いたり口に出すなら問題ないと述べた。他にもレビ記24:15節への言説で「時もわきまえず彼の者（唯一神）の名をわざわざ口外する人物には、死の罰が下されて欲しいものです」とある。西暦70年に第二神殿が破壊された後、神の名が記されたとおりに口頭で使われることは完全に無くなったが、発音に関する知識はラビの学校で継承された。
ラビの資料は、年に一度だけ神の御名が贖いの日に大祭司から発音されていたことを示唆している。マイモニデスを含む他の研究者達は、日々の犠牲の後に行う神殿での典礼中に、司祭の祝祷の中で御名が毎日発音されていた（ただしシナゴーグでは代替の恐らく「アドーナーイ」が使用された）と主張している。タルムードによると、エルサレム陥落直前の時期は低い音調で御名が発音されており、祭司の唱和では音が失われていたという。西暦70年にエルサレム第二神殿が破壊されて以降、テトラグラマトンはもはや祝祷で発音されなくなった。しかしバビロニアでは、その発音が4世紀後半でも依然として知られていた。

#### 発話の禁止
ミシュナーにおける御名の発声への猛批判は、ラビ・ユダヤ教において御名「ヤーウェ(Yahweh)」の使用が受け入れられなかったことを示唆している。「自身の言葉で御名を発音する者は、来世で何の役にも立たない」といった御名の発音禁止は、時として「口に出してはならない」「口に出すのも憚られる」と表現されたり、「その明示的なその名前」（ヘブライ語: השם המפורש、ハ＝シェム・ハ＝メフォラシュ）で呼ばれることがある。
ハラーハーは、御名の記載をיהוה（右から左に、ユッド、ヘー、ヴァヴ、ヘー）と規定しながらも、仮に「主/אֲדֹנָי, Adonai」という語がその前になければ単に「アドーナーイ」と発音され、前にある場合は「我らが神/אֱלֹהֵינוּ,Eloheinu」にあたる「エローヒーム」発音とされた。後者もまた聖なる名前とみなされており、祈りの最中のみ発音されるべきとされている。そのため、誰かが記載名や発話名のどちらかを第三者的に参照したい場合は「ハシェーム(HaShem/御名）」という用語が使用され、この異名自体も祈りの中で使われることがある。マソラ学者は写本に母音記号ニクダーと詠唱記号を追加して母音の用法を示すと共に、シナゴーグでのユダヤ教信者の祈りにて聖書朗読する儀式で詠唱するのに使われた。それは聖四文字יהוהに、文章朗読の際に使う言葉 Adonai/主の母音を追加したものである。「ハシェーム/HaShem」は「御名」を指す最も一般的な方法だが、他にも「ハーマーコム/HaMaqom」（字義は「場所」すなわち「遍在する」の意）や「ラーマナ/Raḥmana」（アラム語で「慈悲深い」）という用語が、ミシュナーとゲマーラーで使用されている。

#### 記載の禁止
記されたテトラグラマトンは特別な神聖さをもって扱われる必要がある。冒涜されぬよう、役目を終えたら通常は長期保管庫 (Genizah) に収められたり、ユダヤ教墓地の中に埋められる。同様に、テトラグラマトンを不用意に記載することは、それが無礼に扱われないよう（ユダヤ教で）禁止されている行為である。御名の神聖さを守るため、たまに文字をあえて別のものに置き換えたり(例:יקוק表記)、文字がハイフンで区切られることがある。大半のユダヤ教権威者は、この慣習は英語名には必須ではないと語っている。

### サマリヤ人
サマリヤ人は、御名の発話に関してユダヤ人のタブーを共有しており、その発音がサマリヤ人の一般的な慣習だったという証拠はない。しかしサンヘドリン (タルムード)10:1には、ラビのマナ2世による「例えば、誓いを立てるクティム達」にも来世に分け前はないだろう、との説法がある。これは、一部のサマリア人が誓いを立てる際に御名を使っていたとマナが考えていたことを示唆するものである （サマリアの僧侶たちは、典礼での発音「ヤーウェ(Yahwe)」または「ヤーワ(Yahwa)」を現在まで受け継いでいる）。ユダヤ人にとっての「ハシェーム(השם/御名)」と同様、サマリア人にとっての「シェマ(שמא/御名)」の使用は、彼等の間で御名の日常的な使用となっている。

### キリスト教

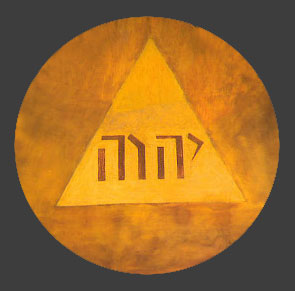
フランシスコ・デ・ゴヤによるテトラグラマトン。三角形の中に「神の御名」を示すיהוהが記されている。1772年のフレスコ画『神の御名の礼拝』の一部分。

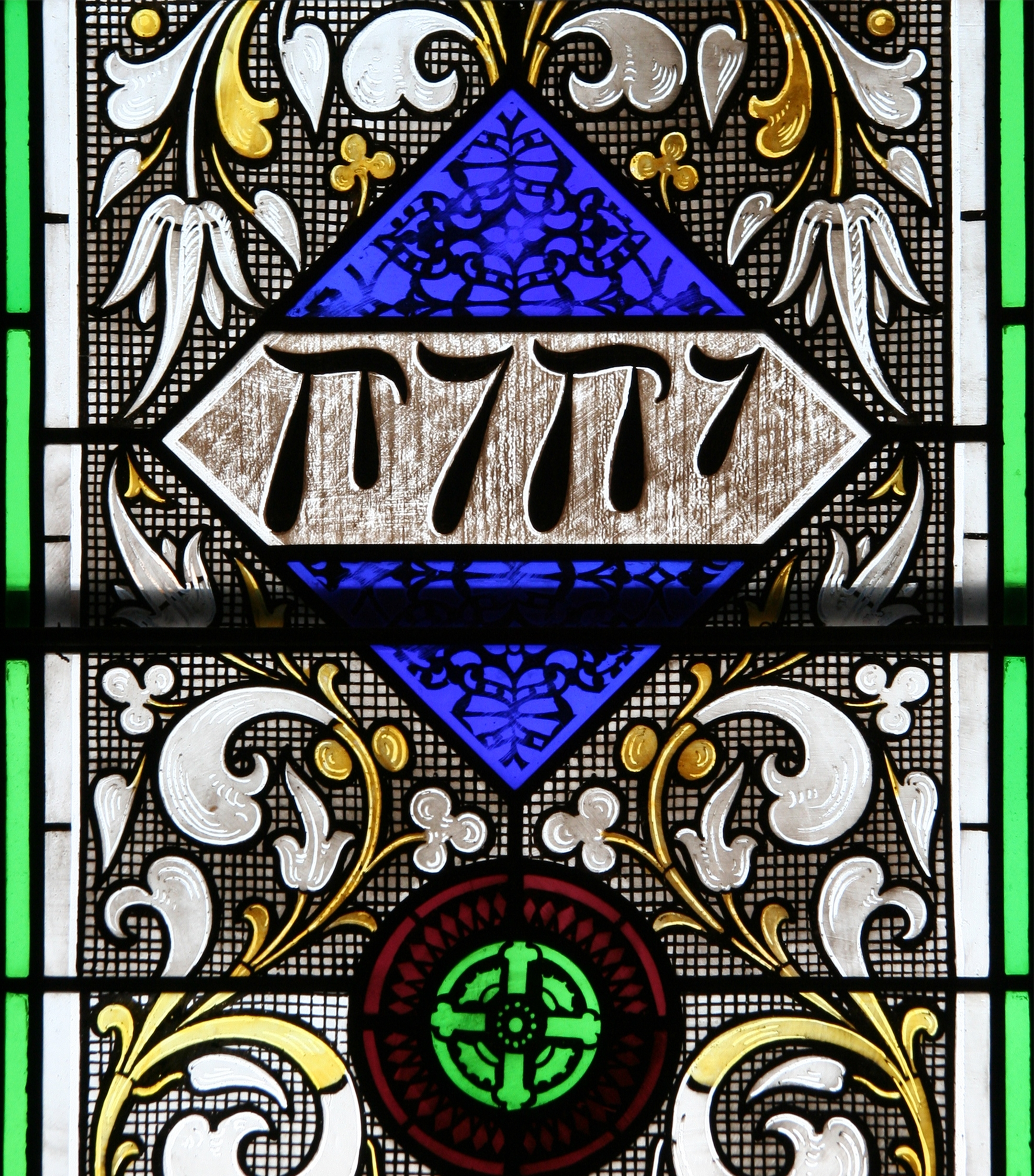
聖公会教会のステンドグラスに表現されたテトラグラマトン（米アイオワ州、1868年）

初期のユダヤ人キリスト教徒 (Jewish Christian) は、ヘブライ語文章にテトラグラマトンが登場する場合に「主」と読む習慣を（そして幾つかのギリシア語写本がギリシア語翻訳の中でそれを使う習慣を）ユダヤ教徒から受け継いだと考えられている。ユダヤ人以外のキリスト教徒は主にヘブライ語以外を話してギリシア語聖書の文章を使っており、旧約聖書のギリシア語訳にあたる七十人訳聖書を模倣してΚύριος（主/発音はクーリオス）と朗読していた可能性がある。この慣習はラテン語版のウルガタに継承され、そこでは Dominus（主/発音はドミヌス）がラテン語文章でのテトラグラマトン表記だった。宗教改革の時、ルター聖書はテトラグラマトンを表すために旧約聖書のドイツ語文章で大文字の Herr（主/発音はヘル）を使用した。

#### キリスト教の翻訳
七十人訳聖書（ギリシア語訳）、ウルガタ（ラテン語訳)、ペシッタ（シリア語訳)は、いずれも「主」という単語（Κύριος/クーリオス、dominus/ドミヌス、ܡܳܪܝܳܐ/モリョ）を使用している。
ユダヤ教徒と論争になる七十人訳聖書のキリスト教徒による使用は、ユダヤ人がそれを放棄することに繋がり、キリスト教に特化した文章が出来上がった。そこからキリスト教徒はコプト語、アラビア語、スラヴ語それから東方諸教会や東方正教会で使用される他の言語への翻訳を行い、その典礼および教義宣誓は大部分が七十人訳聖書の文章から採用したもので、少なくともマソラ本文と同程度の感化を受けたと考えられている。東方正教会では、特に祈りで使用される言葉遣いについて、どの言語でもギリシャ語文章が標準となっている。
テトラグラマトンの表記にΚύριοςを使った七十人訳聖書は、西洋と関係したキリスト教翻訳の根幹であり、特にラテン教会の一部典礼で現在も使われている古ラテン語聖書およびゴシック聖書の基礎となった。
キリスト教聖書の英訳版では、大半の節でテトラグラマトンの代わりに"LORD"が多くの場合スモールキャピタル（または全て大文字）で使われており、これは"Lord"と訳される別の単語（例えばイエス・キリストを指していう「主」など）と区別するためである。

#### 東方正教会
東方正教会は、ギリシア語のΚύριοςを使う七十人訳聖書の文章を旧約聖書の権威ある文章とみなし、聖書から派生した典礼書および祈りの文章ではテトラグラマトンの代わりにΚύριοςを使っている:247-248。

#### カトリック教会

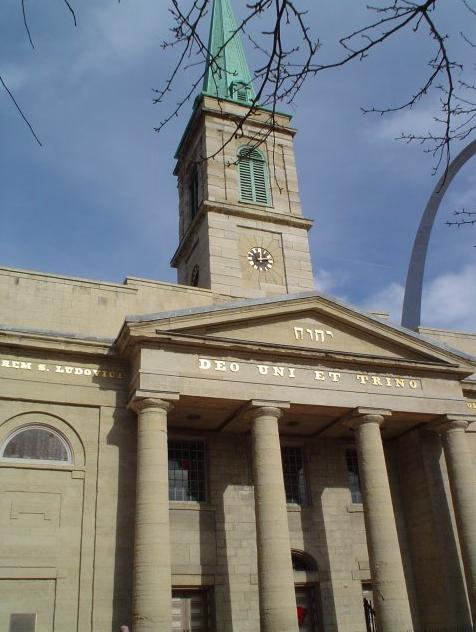
フランス国王セントルイス大聖堂のティンパヌムにあるテトラグラマトン（米ミズーリ州）

カトリック教会では、1979年に出版されたバチカン公式『新ウルガタ(Nova Vulgata Bibliorum Sacrorum Editio, editio typica)』の初版が、テトラグラマトンが出てくる場所の圧倒的多数でテトラグラマトンを表す際に伝統的な Dominus/主 を使用した。ただし、同書は出エジプト記の3か所(3:15,15:3,17:15）でテトラグラマトンの表記に Iahvehという形も使用していた。
1986年に出版された『新ウルガタ』第2版では、（初版に）数個あったIahvehが Dominusに置き換えられ、口に出してはならない名前の直接使用を避けるという長年のカトリックの伝統を守った。
2008年6月29日、テトラグラマトンで表される神の御名をカトリック典礼中に発音するというまだ当時は斬新だった慣行に聖座が反応した。そうした発声の例として「ヤーウェ(Yahweh)」と「エホバ(Yehovah)」を挙げた。初期のキリスト教徒は七十人訳聖書の例に従って神の御名を「主/the Lord」 に置き換えたとそれは述べており、フィリピ書2:9-11や他の新約聖書の文章のように、イエスを指すのに「主/the Lord」を使うための重要な神学的意味を持つ実践となった。したがって、それは「典礼の祝賀や歌や祈りの中で、神の御名がテトラグラマトンのYHWHという形で使われることはないし、発音もしない」と指示するものとなった。そして典礼用途向けの聖書文章の翻訳は、ギリシャ語の七十人訳聖書とラテン語のウルガタの慣習に従って、神名を「主/the Lord」や幾つかの文脈では「神/God」に置き換えている。カトリック司教の米国協議会 (USCCB) はこの指示を歓迎して「日常生活における神の御名への畏敬の念を示すための奨励として信者にキリスト教教育を施す機会を提供し、献身と崇拝の行為としての言葉の力を強調する」と付言した。

## 芸術での用法
16世紀以来、芸術家はテトラグラマトンを神の象徴として、または神の光背として使用している。プロテスタントの芸術家たちは、神を人間の形で比喩することを避け、神のヘブライ語名を記した。 これは1530年より書籍の挿絵で行われるようになり、その後は貨幣やメダルでも行われた。17世紀以降はプロテスタントとカトリック双方の芸術家が、教会の装飾、祭壇の上、フレスコ画の中央で、テトラグラマトンをしばしば光線や三角形の中に描いている。